# Vegyes 3 méteres szinkronugrás a 2018-as úszó-Európa-bajnokságon
A 2018-as úszó-Európa-bajnokságon a műugrás vegyes 3 méteres szinkronugrásának fináléját augusztus 8-án délotán rendezték a Royal Commonwealth Poolban.

## Versenynaptár
Az időpontok helyi idő szerint olvashatóak (GMT +00:00).
| Dátum                      | Időpont | Forduló |
| -------------------------- | ------- | ------- |
| 2018. augusztus 8., szerda | 13:30   | Döntő   |

## Eredmény
| #  | Versenyző                                 | Ország                   | Pontok | Pontok | Pontok | Pontok | Pontok | Pontok |
| #  | Versenyző                                 | Ország                   | F1     | F2     | F3     | F4     | F5     | Össz.  |
| -- | ----------------------------------------- | ------------------------ | ------ | ------ | ------ | ------ | ------ | ------ |
|    | Tina Punzel / Lou Massenberg              | Németország (GER)        | 49,20  | 48,60  | 72,00  | 74,40  | 69,30  | 313,50 |
|    | Grace Reid / Ross Haslam                  | Egyesült Királyság (GBR) | 49,20  | 51,00  | 68,40  | 66,60  | 73,47  | 308,67 |
|    | Viktorija Keszar / Sztaniszlav Olifercsik | Ukrajna (UKR)            | 45,60  | 45,00  | 63,00  | 66,60  | 71,61  | 291,81 |
| 4  | Inge Jansen / Pascal Faatz                | Hollandia (NED)          | 46,20  | 42,00  | 63,00  | 63,00  | 63,90  | 278,10 |
| 5  | Michelle Heimberg / Jonathan Suckow       | Svájc (SUI)              | 43,80  | 44,40  | 61,20  | 63,00  | 62,10  | 274,50 |
| 6  | Nagyezsda Bazsina / Nyikita Slejher       | Oroszország (RUS)        | 47,40  | 46,80  | 60,30  | 63,90  | 54,00  | 272,40 |
| 7  | Elena Bertocchi / Maicol Verzotto         | Olaszország (ITA)        | 45,00  | 47,40  | 54,00  | 60,45  | 61,20  | 268,05 |
| 8  | Kaja Skrzek / Kacper Lesiak               | Lengyelország (POL)      | 46,80  | 45,60  | 56,70  | 59,64  | 56,28  | 265,02 |
| 9  | Daniella Nero / Vinko Paradzik            | Svédország (SWE)         | 42,00  | 42,00  | 52,08  | 36,96  | 60,30  | 233,34 |
| 10 | Selina Staudenherz / Nikolaj Schaller     | Ausztria (AUT)           | 34,80  | 37,80  | 48,60  | 49,68  | 36,96  | 207,84 |